# Błogosławieństwo niemowląt
Błogosławieństwo niemowląt, ofiarowanie niemowląt – obrzęd religijny praktykowany przez niektóre wyznania chrześcijańskie stosujące chrzest na wyznanie wiary, głównie przez wspólnoty baptystyczne, zielonoświątkowe i adwentystyczne.
Praktyka ofiarowania niemowląt wiąże się ze znanym w Biblii zwyczajem ofiarowania dzieci Bogu.

Uczyniła również obietnicę, mówiąc: „Panie Zastępów! Jeżeli łaskawie wejrzysz na poniżenie służebnicy twojej i wspomnisz na mnie, i nie zapomnisz służebnicy twojej, i dasz mi potomka płci męskiej, wtedy oddam go Panu po wszystkie dni jego życia, a brzytwa nie dotknie jego głowy“
Pierwsza Księga Samuela 1:11

I przynosili do niego dzieci, aby się ich dotknął, ale uczniowie gromili ich. Gdy Jezus to spostrzegł, oburzył się i rzekł do nich: Pozwólcie dziatkom przychodzić do mnie i nie zabraniajcie im, albowiem takich jest Królestwo Boże.
Zaprawdę powiadam wam, ktokolwiek by nie przyjął Królestwa Bożego jak dziecię, nie wejdzie do niego. I brał je w ramiona, i błogosławił, kładąc na nie ręce.
Ewangelia św. Marka 10:13

Błogosławieństwo niemowląt odbywa się zwykle na początku lub na końcu nabożeństwa, gdy rodzice wychodzą z dzieckiem by przedstawić je po raz pierwszy zgromadzonej wspólnocie Kościoła i obiecują wychowywać dziecko w wierze chrześcijańskiej i dawać mu świadectwo o Jezusie Chrystusie. Wierni zaś obiecują wspierać w tym rodziców i błogosławią dziecko.
Ceremonia ofiarowania nie jest sakramentem ponieważ w doktrynie protestanckiej sakramentem jest wyłącznie chrzest i wieczerza pańska.
Ofiarowanie niemowląt nie łączy się z zapewnieniem zbawienia dziecku, gdyż zgodnie z doktryną protestantyzmu zbawienie pochodzi z łaski Bożej przez wiarę (sola gratia i sola fide).